# Os Excluídos do Reino
Os excluídos do reino (2000), é o título do livro de Geraldo Pieroni, historiador, professor do Departamento de História da Universidade Tuiuti do Paraná (UTP). É estudo de processos inquisitoriais que culminaram com a pena de degredo proveniente de Portugal e destinada ao Brasil nos séculos XVI e XVII. O livro trata dos excluídos do reino português durante o período da colonização brasileira. Pieroni destaca o papel do Santo Ofício e dos degredados inquisitoriais banidos no Brasil.
Após dez anos de pesquisa, durante os quais o autor teve acesso a cerca de 26 mil documentos - entre eles os manuscritos em português arcaico do Arquivo Nacional da Torre do Tombo, em Lisboa, o autor apresenta sua versão sobre os degredados portugueses, condenados pela Igreja Católica por crimes banais. Segundo ele, a maioria dos degredados para o Brasil foi condenada pela Santa Inquisição e as autoridades portuguesas se valiam disso para promover a exclusão social: "(...) era uma forma de harmonização social, de livrar-se dos maus elementos, dos indesejáveis. De um lado, limpar a sociedade. Do outro, significava também povoamento das colônias, já que a população de Portugal era muito pequena".
Entre as descobertas de Pieroni consta que mais de 50% das pessoas degredadas para o Brasil eram mulheres, acusadas, quase sempre, por feitiçaria, blasfêmia e bigamia. A explicação para o degredo das mulheres era de que elas não tinham força física para o trabalho nos remos dos navios galés para onde, geralmente, iam os homens condenados.

## Trechos
"Em 1535, com a intenção de povoar as terras brasileiras, João III, "O rei Colonizador", ordenou que daquele momento em diante os condenados a degredo para a ilha de São Tomé seriam enviados para o degredo no Brasil. E decretou, em 6 de maio de 1536  "(...) que os jovens vadios de Lisboa que percorrem o Ribeira roubando carteiras e cometendo outros delitos (...) se incorressem nas mesmas faltas e fossem novamente presos, seriam degredados para o Brasil e para nenhuma outra parte".
O trecho seguinte revela que um outro documento, de 1549, ordenou a transferência do degredo da ilha do Príncipe para o Brasil, que se tornou, então, a "possessão d'além-mar preferida por Portugal para o envio de criminosos metropolitanos". O documento declara que "(...)  não partiria nenhum navio de Lisboa para o Brasil sem que antes o governador da Casa do Civil tomasse conhecimento, a fim de comunicar (quais seriam) os degredados que cada navio deveria levar".
O autor contesta a versão de que o Brasil teria sido colonizado por criminosos. Segundo suas pesquisas, os motivos religiosos são pelo menos três vezes mais freqüentes do que os crimes como roubo ou assassinato: "O período auge do degredo foi o século XVII e a maioria dos criminosos eram os cristãos novos", registra Pieroni.